# جکو جکچک
مایکل «جکو» جکچیک (متولد مایکل لی کوران، ۸ ژوئن ۱۹۵۸) موسیقیدان، تهیه‌کننده موسیقی و بازیگر انگلیسی است. وی تاکنون چندین آلبوم انفرادی را به عنوان خواننده، ترانه‌سرا و نوازنده منتشر کرده‌است و از سال ۲۰۱۳ تاکنون خواننده اصلی گروه کینگ کریمسون بوده‌است. کارهای او را به «جکو»، «جکو جکچیک» و «جاکو م. جکچیک» می‌شناسند.
وی پیش از پیوستن به کینگ کریمسون نیز بمدت بیش از سی سال عضو اصلی گروه‌های موسیقی مطرحی بوده، از جمله 64 Spoons، دیزریتمی، گروه اسکیزوئید قرن بیست و یکم، جکچک، فریپ کالینز و جنبش سریع چشم. همچنین عضویت در گروه‌های Level 42، The Lodge، و the Tangent و همکاری با هنرمندانی چون تام رابینسون، پیتر بلگواد، دنی تامپسون، گاوین هریسون، وارن هری، پاندیت دینش، و دیو استوارت را در کارنامه هنری‌اش دارد. جکچیک همچنین به عنوان آهنگساز و تهیه‌کننده موسیقی متن فعالیت می‌کند.

## آلبوم «رازها و دروغ‌ها» و همکاری با فیلمساز ایرانی
جکو در چهاردهم اوت ۲۰۲۰ از ویدئو انیمیشنی‌ای برای ترانهٔ تازه‌ خود با نام The Trouble with Angels رونمایی کرد. این نماهنگ انیمیشنی ساخته فیلمساز ایرانی سام چگینی است. آلبوم تازه جکو با نام «رازها و دروغ‌ها» در قالب سی دی و دی وی دی در روز بیست و سوم اکتبر توسط InsideOut Music منتشر شد. همچنین ویدئوی «روزگار بی‌ثبات» به کارگردانی سام چگینی، با بازی کمدین و بازیگر بریتانیایی ال موری در روز ۱۸ مهرماه ۱۳۹۹ توسط سونی میوزیک منتشر شد.

## زندگی شخصی
جکچیک از آماندا گیلز، مدل حرفه‌ای و دختر درامر کینگ کریمسون مایکل گیلز جدا شده‌است. آنها دو فرزند دارند و او هم‌اکنون در هرتفوردشایر زندگی می‌کند.

## دیسکوگرافی

### تک آهنگ‌ها (به عنوان جکو)
| سال  | عنوان | آلبوم                   |
| ---- | --- | ----------------------- |
| ۱۹۸۲ | "شب هزار چشم دارد (Biez Co Mozesz)" / "چیزی به من می‌گوید" (با دیوید جکسون)                                                                                       | سیلسیا                  |
| ۱۹۸۲ | "چشم‌های ما را خفه کن" / "سقوط به تکه ها" (با دیوید جکسون) | سیلسیا                  |
| ۱۹۸۲ | "آنچه می‌توانی را بگیر" / "به من بگو" / "آیا من همین می‌شدم" / "من هرگز نمی‌دانستم" (با دیوید جکسون) {{سخ}} "آنگه می‌توانی را بگیر" / "من هرگز نمی‌دانستم" (Chiswick) | سیلسیا                  |
| ۱۹۸۳ | "رویاهای خطرناک" / "درها درحال گشوده شدن" (با دیوید جکسون، سفت)                                                                                                  | گوش‌هایم اشتباه می‌شنوند؟ |
| ۱۹۸۴ | "من نمی‌توانم این فشار را تحمل کنم" / "زندگی بر لبه" (با دیوید جکسون) {{سخ}} "من نمی‌توانم این فشار را تحمل کنم" / "زندگی بر لبه" / "پوشاندن" (با دیوید جکسون)     | گوش‌هایم اشتباه می‌شنوند؟ |
| ۱۹۸۴ | "کی داره کی رو گول میزنه" / "مردی غوطه ور در قلع قلع" (با دیوید جکسون، استیف)                                                                                    |                         |
| ۱۹۸۶ | "جودی پایین بیا" / "این پیرمرد" | گوش‌هایم اشتباه می‌شنوند؟ |
| ۱۹۸۶ | "فراگیری گریستن" | گاز خردل و گل سرخ       |

### آلبوم‌ها
| سال  | اجراکننده                       | عنوان                                           | یادداشت |
| ---- | ------------------------------- | ----------------------------------------------- | --- |
| ۱۹۸۲ | جکو                             | سیلسیا                                          | Chiswick (قبل از انتشار حذف شد، به‌طور خلاصه در دهه ۱۹۹۰ مجدداً در دسترس است)                                               |
| ۱۹۸۷ | الج                             | بوی دوست                                        | آنتیل‌ها، (احیاء مجدد، ۱۹۹۷)                                                                                               |
| ۱۹۸۷ | پادشاهان فراموشی                | پاپ کورن ماهی بزرگ                              | بم کاروسو |
| ۱۹۸۸ | دیسمیتمی                        | دیسمیتمی                                        | مسیرهای جدید / جزیره آنتیل (مجدداً توسط رستاویژن منتشر شد، ۱۹۹۷)                                                           |
| ۱۹۹۰ | تام رابینسون / Jakko M. Jakszyk | ما هرگز آنقدر خوب نبودیم                        | Musidisc (بعداً با چهار آهنگ اضافی دوباره به عنوان Blood Brother , Castaway Northwest، ۱۹۹۷ دوباره مورد استفاده قرار گرفت) |
| ۱۹۹۱ | ۶۴ قاشق                         | فرود در ستون موش                                | سوابق تازه برش داده شده (ضبط شده ۱۹۷۸–۱۹۸۰)                                                                               |
| ۱۹۹۴ | جاککو                           | گاز خردل و گل سرخ                               | احیا |
| ۱۹۹۴ | جاککو                           | پادشاهی گرد و غبار                              | احیا |
| ۱۹۹۵ | جاککو                           | گوش‌هایم اشتباه می‌شنوند؟                         | Resurgence (تألیف آهنگ از دو آلبوم انفرادی پس از انتشار نشده Silesia)                                                     |
| ۱۹۹۷ | Jako M. Jakszyk                 | جاده بالینا                                     | احیا |
| ۲۰۰۲ | ۲۱ گروه شیزوئید قرن بیست و یکم  | بوتلگ رسمی V.1                                  | منتشر شده توسط هنرمند |
| ۲۰۰۳ | ۲۱ گروه شیزوئید قرن بیست و یکم  | زنده در ژاپن (CD و DVD)                         | ایکنی |
| ۲۰۰۳ | ۲۱ گروه شیزوئید قرن بیست و یکم  | زنده در ایتالیا                                 | Arcàngelo |
| ۲۰۰۶ | ۲۱ گروه شیزوئید قرن بیست و یکم  | عکس‌های یک شهر - زنده در نیویورک                 | ایکنی |
| ۲۰۰۷ | Jako M. Jakszyk                 | رمانتیک‌های کبود کلاب گلی                        | Iceni , ICNCD (بازبینی شده در Panegyric، ۲۰۰۹)                                                                            |
| ۲۰۰۸ | مماس                            | به اندازه کتاب خوب نیست                         | Inside Out Music |
| ۲۰۰۹ | Jako M. Jakszyk                 | موجها شن را جارو می‌کنند                         | منتشر شده توسط هنرمند |
| ۲۰۱۱ | جکچیک، فریپ و کالینز            | کمبود معجزه - پادشاه Crimson ProjeKct           | پانژیریک |
| ۲۰۱۴ | کینگ کریمسون                    | The Elements of King Crimson 2014 Box           | DGM |
| ۲۰۱۵ | کینگ کریمسون                    | در Orpheum زنده                                 | DGM |
| ۲۰۱۵ | کینگ کریمسون                    | ۲۰۱۴ زندهEP (Cyclops EP)                        | DGM |
| ۲۰۱۵ | کینگ کریمسون                    | جعبه عناصر King Crimson 2015                    | DGM |
| ۲۰۱۶ | کینگ کریمسون                    | زنده در تورنتو نوامبر ۲۰۱۵                      | DGM |
| ۲۰۱۶ | کینگ کریمسون                    | اقدام رادیکال برای ناشناخته نگه داشتن ذهن میمون | DGM |
| ۲۰۱۶ | کینگ کریمسون                    | جعبه The Elements of King Crimson 2016          | DGM |
| ۲۰۱۷ | کینگ کریمسون                    | قهرمانان - Live in Europe 2016 EP               | DGM |
| ۲۰۱۷ | کینگ کریمسون                    | جعبه The Elements of King Crimson 2017          | DGM |
| ۲۰۱۷ | کینگ کریمسون                    | زنده در شیکاگو                                  | DGM |
| ۲۰۱۸ | کینگ کریمسون                    | زنده در وین                                     | DGM |
| ۲۰۱۸ | کینگ کریمسون                    | جعبه The Elements of King Crimson 2018          | DGM |
| ۲۰۱۸ | کینگ کریمسون                    | بارهای نامشخص (۲ وینیل 10 "EP)                  | DGM |
| ۲۰۱۸ | کینگ کریمسون                    | Meltdown: در مکزیکو سیتی زنده                   | DGM |
| ۲۰۱۹ | کینگ کریمسون                    | جعبه Elements of King Crimson 2019              | DGM |
| ۲۰۱۹ | کینگ کریمسون                    | خاطرات صوتی ۲۰۱۴–۲۰۱۸                           | DGM |

### به عنوان مهمان یا همراه
- دیوید جکسون: The Long Hello جلد. 3 (Butt Records، ۱۹۸۲) - گیتار، گیتار باس، سینت سایزر، آواز
- پیتر بلگواد: برهنه شکسپیر (ویرجین، ۱۹۸۳ - گیتار)
- نیل: آلبوم مفهوم سنگین نیل (WEA، ۱۹۸۴)
- پیتر بلگد: شوالیه‌هایی مانند اینها (ویرجین، ۱۹۸۵) - گیتار
- چه می‌شود اگر: چه می‌شود اگر (RCA، ۱۹۸۷) - گیتار
- Swing Out Sister: سفر بهتر است (عطارد، ۱۹۸۷) - گیتار
- پیتر Blegvad: Downtime (ویرجین، ۱۹۸۸) - گیتار، آواز پشتیبان
- سام براون: متوقف! (عطارد، ۱۹۸۸) - گیتار
- John Greaves, David Cunningham: Greaves, Cunningham (اوا رکوردز، ۱۹۹۱) (مجدداً در پیانو ۱۹۹۷) - آواز
- میکا پاریس: Whisper a Prayer (4 & Broadway، ۱۹۹۳) - گیتار
- هولی (آکیکو کوبایاشی): زیر درخت پازل میمون (رستاخیز، ۱۹۹۴) - گیتار، فلوت، آواز پشتیبان
- پیتر بلگد با جان گریوز و کریس کاتلر: Just Woke Up (ReR Megacorp، ۱۹۹۵) - گیتار
- Mick Karn: The Tooth Mother (CMP، ۱۹۹۶) - گیتار، شاو، dilruba، فلوت، ساکسیفون تنور، صفحه کلید، برنامه‌نویسی، نمونه
- آبشارهای نیلی: آبشارهای نیلی (تولید متوسط، ۱۹۹۷) - گیتار و سوت کم
- Saro Cosentino: Ones and Zeros (Consorzio Produttori Indipendenti / Mercury / Resurgence، ۱۹۹۷) - آواز
- گاوین هریسون: عقل و جاذبه (رستاخیز، ۱۹۹۷) - صفحه کلید، گیتار، آواز، سوت
- Pip Pyle: 7 Year Itch (صداپیشه، ۱۹۹۸) - گیتار، فلوت، تولید، آوازهای سرب در سه آهنگ
- Mark King: Mark King Group Live. . . در کافه جاز (مارک کینگ خود منتشر شد، ۱۹۹۹) - گیتار، آواز پشتیبان
- استیون ویلسون: دزدکی که از خواندن امتناع می‌ورزد (و داستانهای دیگر) (Kscope، ۲۰۱۳) - آوازهای مربوط به "Luminol" و "Watchmaker"
- فیجری: "کلمات همه ما در اختیار داریم" (زمرد، ۲۰۱۵) - آوازهای سرب و پشتیبان در ۹ آهنگ، گیتار
- استیو هکت: "Genesis Revisited" (Inside Out Music، ۲۰۱۲) - آوازهای اصلی در "Entangled"، گیتار
- سطح ۴۲: زنده در شهر Town and Country Club لندن - ضبط شده در سال 1992 - (DVD , Wienerworld، ۲۰۱۳) - آوازهای گیتار و پشتیبان
- لوئیز پاتریشیا کرین: "آبی عمیق" (مستقل، ۲۰۲۰) - آوازهای گیتار و پشتیبان

### ریمیکس‌های آلبوم
| سال  | باند                   | عنوان |
| ---- | ---------------------- | --- |
| ۲۰۱۴ | امرسون، دریاچه و پالمر | جراحی سالاد مغز (نسخه لوکس)                                                                                |
| ۲۰۱۵ | امرسون، دریاچه و پالمر | Trilogy (نسخه لوکس)                                                                                        |
| ۲۰۱۵ | جترو تول               | Minstrel in the Gallery (چهلمین سالگرد La Grande Edition)، زندگی در Palais Des Sports، پاریس، ۵ ژوئیه ۱۹۷۵ |
| ۲۰۱۵ | پادشاه کریمسون         | Thrak (نسخه ۴۰ سالگرد) و BOX THRAK                                                                         |
| ۲۰۱۸ | کریس اسمیر             | ماهی از آب (نسخه لوکس)                                                                                     |
| ۲۰۱۸ | جترو تول               | اسب‌های سنگین (چهلمین سالگرد نسخه جدید کفش)، کنسرت زنده در برن، سوئیس، مه ۱۹۷۸                              |

## تلویزیون و فیلم
- فیلم «از طریق فرچه» جو برند
- سرآشپز (بی‌بی‌سی - موسیقی برای همه قسمت‌های سریال)
- موارد سخت (تلویزیون مرکزی)
- کارت پستال Clive James از. . . بمبئی
- در رؤیاها (فیلم تلویزیونی بی‌بی‌سی)
- Birds of a Feather (بی‌بی‌سی - موسیقی برای یک فصل و قسمت ویژه کریسمس)
- بازی‌های کامپیوتری: جنگ جهانی دوم و جنگ در اقیانوس آرام.